# فريدريش فون شرايبر
فريدريش فون شرايبر (و. 1819 – 1890 م) هو كاهن كاثوليكي ألماني، توفي في بامبرغ، عن عمر يناهز 71 عاماً.

## مناصب
تولى منصب مطران كاثوليكي ‏ (منذ 5 سبتمبر 1875)
.

## جوائز
حصل على جوائز منها:

Order of Saint Michael (Bavaria) ‏